# Thomas Hardwicke
Thomas Hardwicke (1755 – 3 maggio 1835) è stato uno zoologo britannico.

## Biografia
All'età di 22 anni si arruola nella Compagnia delle Indie Orientali. Raggiunto il grado di Maggior Generale nel 1819, si congeda dall'esercito nel 1823 per poi ritornare in patria. Durante il periodo trascorso in India e grazie alla possibilità di viaggiare per tutto il Subcontinente indiano, egli ebbe l'opportunità di collezionare numerosi esemplari di animali e di sviluppare la passione per la pittura naturalistica, che lo porterà a pubblicare in seguito, grazie al supporto di John Edward Gray, il suo più celebre volume, Illustrations  of Indian Zoology (1830-35). Pubblicò inoltre diverse descrizioni di nuove specie.
A lui sono state dedicate diverse specie, tra le quali:
- Parnassius hardwickii - una specie di farfalla;
- Temera hardwickii - una specie di razza
- Solegnathus hardwickii - Pesce ago di Hardwicke;
- Eublepharis hardwickii - Geco leopardo delle indie orientali;
- Uromastyx hardwickii - Lucertola dalla coda spinosa di Hardwicke;
- Lapemis hardwickii - Serpente marino dal ventre spinoso;
- Chloropsis hardwickii - Tordo dal ventre giallo;
- Gallinago hardwickii - Beccaccino giapponese;
- Kerivoula hardwickii - Pipistrello lanoso di Hardwicke;
- Rhinopoma hardwickei - Pipistrello dalla coda lunga minore.